# Медовбрук (Вісконсин)
Медовбрук (англ. Meadowbrook) — місто (англ. town) в США, в окрузі Соєр штату Вісконсин. Населення — 134 особи (2020).

## Демографія
Згідно з переписом 2010 року, у місті мешкала 131 особа в 58 домогосподарствах у складі 40 родин. Було 119 помешкань
Расовий склад населення:
| - 98,5 % — білих - 0,8 % — азіатів |

До двох чи більше рас належало 0,8 %. Частка іспаномовних становила 0,0 % від усіх жителів.
За віковим діапазоном населення розподілялося таким чином: 15,3 % — особи молодші 18 років, 66,4 % — особи у віці 18—64 років, 18,3 % — особи у віці 65 років та старші. Медіана віку мешканця становила 53,2 року. На 100 осіб жіночої статі у місті припадало 98,5 чоловіків;  на 100 жінок у віці від 18 років та старших — 105,6 чоловіків також старших 18 років.
Середній дохід на одне домашнє господарство  становив 57 511 долар США (медіана — 57 083), а середній дохід на одну сім'ю — 61 444 долари (медіана — 57 500). Медіана доходів становила 48 250 доларів для чоловіків та 33 750 доларів для жінок. За межею бідності перебувало 9,2 % осіб, у тому числі 28,6 % дітей у віці до 18 років та 0,0 % осіб у віці 65 років та старших.
Цивільне працевлаштоване населення становило 67 осіб. Основні галузі зайнятості: сільське господарство, лісництво, риболовля — 35,8 %, освіта, охорона здоров'я та соціальна допомога — 14,9 %, роздрібна торгівля — 9,0 %, виробництво — 9,0 %.